# Bluefinger
Bluefinger es un álbum del músico y compositor estadounidense Black Francis. El álbum fue lanzado el 11 de septiembre de 2007. El proyecto fue revelado a través de mensajes crípticos en la página web de Black.
Todas las canciones del álbum hacen referencia al músico holandés Herman Brood, de forma directa o indirecta. Además, "You Can't Break a Heart and Have It" es una versión de una canción de Brood. El título del álbum, Bluefinger, es también una referencia directa al lugar de nacimiento de Brood, nacido en Zwolle, a los que se les llama coloquialmente bluefingers.
La canción "Threshold Apprehension" se colocó en el número noventa de la lista de las 100 mejores canciones de 2007 de la revista Rolling Stone.
"You Can't Break a Heart and Have It" se incluyó en la banda sonora de Forgetting Sarah Marshall.

## Lista de canciones
Rodas las canciones compuestas por Black Francis, excepto donde se indique lo contrario:
1. "Captain Pasty" - 2:23
2. "Threshold Apprehension" - 5:12
3. "Test Pilot Blues" - 2:55
4. "Lolita" - 2:59
5. "Tight Black Rubber" - 4:17
6. "Angels Come to Comfort You" - 4:25
7. "Your Mouth Into Mine" -  3:41
8. "Discotheque 36" - 4:40
9. "You Can't Break a Heart and Have It" (Herman Brood) - 2:36
10. "She Took All the Money" - 2:30
11. "Bluefinger" - 3:29
12. "Polly's Into Me" (pista adicional en iTunes) - 4:43
13. "Virginia Reel" (pista adicional en iTunes) - 4:44

## Personal
- Black Francis - voz, guitarra
- Jason Carter – batería, ingeniero, mezclas
- Violet Clark – voz
- Richard Hermitage – representación
- James Jefferson – diseño
- Mark Lemhouse – percusión, coros, producción
- Myles Mangino – masterización, mezclas
- Thaddeus Moore – ingeniero
- Dan Schmid – bajo